# ردمایل
ردمایل (به انگلیسی: Redmile) یک روستا و محله مدنی در بریتانیا است که در Melton واقع شده‌است. ردمایل ۹۲۱ نفر جمعیت دارد.